# Vestamager (métro de Copenhague)
Vestamager est une station de la ligne 1 du métro de Copenhague située sur l'île d'Amager sur la commune de Copenhague. Elle est le terminus sud de cette ligne.

## Situation
La station de métro Vestamager est située à Copenhague dans le quartier d'Ørestad à l'intersection de Ørestads Boulevard et de Asger Jorns Allé.
Elle est située entre la station Ørestad et le centre de maintenance du matériel roulant des lignes 1 et 2 du métro de Copenhague.

## Histoire
La station de métro Vestamager entre en service le 19 octobre 2002.
Elle doit son nom à sa situation géographique sur la partie ouest (vest en danois) de l'ïle d'Amager. La construction de cette station a permis le développement urbain du nouveau quartier d'Ørestad dont elle dessert le secteur sud (Ørestad Syd en danois).

## Services au voyageurs

### Accès
La station Vestamager est aérienne. Elle est accessible par deux escaliers et un ascenseur menant directement au quai situé sur un viaduc. La station ne possède pas de niveau destiné à l'information des voyageurs et à la vente des titres de transport.

### Quais
La station dispose d'un quai central couvert et à l'air libre desservant 2 voies sur lesquelles circulent les métros à conduite automatique. Les voies sont séparées du quai par des portes vitrées à ouverture automatique. Des écrans informent les voyageurs des directions et du temps d'attente pour les prochains métros. 

### Intermodalité
La station est en correspondance avec le réseau de bus de l'agglomération de Copenhague. 
De nombreux emplacements pour le stationnement des vélos sont disponibles sur les espaces publics alentour ainsi qu'en-dessous de la station située en viaduc. 

## À proximité
- Royal Arena : salle multi-fonctionnelle de 16.000 places, réalisée par l'agence d'architecture danoise 3XN
- 8 House (8 Tallet en danois) : immeuble résidentiel, réalisé par l'architecte danois Bjarke Ingels
- Kalvebod Fælled : réserve naturelle